# Epimastidia ariensis
Epimastidia ariensis är en fjärilsart som beskrevs av Druce 1891. Epimastidia ariensis ingår i släktet Epimastidia och familjen juvelvingar. Inga underarter finns listade i Catalogue of Life.